# Бухарестский погром
Бухарестский погром — террористический акт против еврейского населения Румынии, совершённый румынским фашистским движением «Железная Гвардия» во время Мятежа 1941 года в Румынии.

## История
Бухарестский погром был не побочным эффектом восстания, а параллельным мероприятием, целенаправленно организованным для придания легитимности восстанию и приравнивания противников легионеров к сочувствующим евреям.
В беспорядках против евреев приняли участие многие верные легионерам структуры: верные легионерам полицейские, различные легионерские организации, рабочий союз, студенческий союз, гимназисты, цыгане, а также преступники. Нападения на два еврейских района начались за несколько часов до восстания. Министр Василе Ясинский отдал приказ поджечь еврейские кварталы, а толпы штурмовали еврейские дома, синагоги и другие учреждения. Штаб-квартиры легионеров превращались в центры пыток, и в них привозили похищенных из их домов евреев. Дома евреев поджигали, а самих евреев концентрировали в местах, где их могли пытать, чтобы забрать их имущество, а еврейских женщин насиловали. Евреев убивали как случайно, так и в ходе запланированных казней. Некоторые евреи были сброшены с верхних этажей здания штаб-квартиры полиции, а другие убиты на скотобойне. В погроме не принимали участия ни солдаты, ни верные Антонеску полицейские. Этих офицеров заставили сдать оружие и обмундирование, а также арестовали.
Помимо вымогательства у евреев их тайного имущества, садистская молодежь (в том числе подростки) принимала участие в пытках для собственного удовольствия. Это продолжалось часами и даже днями и ночами, мучители сменяли друг друга. У евреев отбирали всякое имущество, а иногда даже одежду. Их заставляли отдавать имущество, спрятанное в другом месте, частное или общественное, и часто расстреливали впоследствии, как это происходило с казначеем общины. Некоторых евреев заставляли писать предсмертные записки перед смертью.
Гонителей возглавил Мирча Петровическу, сын министра внутренних дел, свергнутого Антонеску. В погроме принимали участие женщины-легионеры. Все выжившие отметили свою причастность к пыткам, и некоторые из самых страшных актов насилия были совершены с их стороны. По словам свидетелей, женщины-легионеры раздевали еврейских мужчин и били их гениталии.

23 января, за несколько часов до подавления восстания, группа легионеров выбрала наугад 15 евреев. Они отвезли их на грузовиках на местную бойню, где их расстреляли. Пятеро евреев, в том числе пятилетняя девочка, были повешены на крюках скотобойни, ещё живые. Их пытали, резали животы и вешали внутренности на шею в пародии на шехиту, кошерный забой скота. Тела были помечены как «кошерные». Скотобойня была закрыта на неделю, чтобы очистить дом от результатов. Когда Антонеску назначил военного прокурора для расследования событий на скотобойне, он сообщил, что
Среди «профессионально замученных» тел он узнал троих своих знакомых (адвоката Милло Бейлера и братьев Раух). Он добавил: "Тела погибших были повешены на крюках, которые использовали палачи. 
Американский посланник в Румынии Франклин Мотт Гюнтер посетил мясокомбинат, где убивали евреев, с плакатами с надписью «Кошерное мясо», доложив в Вашингтон: «Шестьдесят еврейских трупов были обнаружены на крюках, используемых для туш. С них всех содрали шкуру… и количество крови вокруг свидетельствовало о том, что с них содрали кожу заживо». Гюнтер писал, что он был особенно шокирован тем, что одной из еврейских жертв, висящих на крюках для мяса, была 5-летняя девочка, написав, что проявленная жестокость была невероятной. Об эпизоде со скотобойней румынский писатель Вирджил Георгиу позже писал:
В большом зале скотобойни, где подвешивают скот для разделки, теперь лежали человеческие обнаженные трупы… На некоторых трупах была надпись «кошерный». Там были трупы евреев.… Моя душа была запятнана. Мне было стыдно за себя. Стыдно быть румыном, как преступникам из Железной гвардии.
Во время погрома было убито 125 бухарестских евреев: 120 тел были насчитаны, а пятеро так и не были найдены. Другие евреи, не из бухарестской общины, которые оказались в Бухаресте в то время, также могли быть убиты. Легионеры зажигали еврейские синагоги и танцевали вокруг пламени, ревя от радости. Для выполнения своей миссии они использовали бензовоз, распылили баллончик на стены Кахал Гранде (большой сефардской синагоги) и зажгли его. Он был полностью сожжен. В различных синагогах легионеры грабили молящихся, издевались над ними, забирали все их ценности и рвали священное писание и древние документы. Они уничтожили всё, даже туалеты.
Во время беспорядков были сильно повреждены или разрушены 1274 предприятия, магазина, мастерских и жилых домов. После подавления мятежа армия вывезла награбленное легионеров на 200 грузовиках (не считая денег и драгоценностей). Некоторые синагоги были частично спасены. Большая синагога Хорального храма (Хейхал Хакорали) была спасена от полного пожара, потому что легионеры не привезли с собой достаточно топлива. В большой синагоге была христианка Лукреция Канья. Она умоляла бунтовщиков не жечь синагогу, напоминая им об их христианском учении. Синагога была спасена.